# Romenay
Romenay is een gemeente in het Franse departement Saône-et-Loire (regio Bourgogne-Franche-Comté). Romenay telde op 1 januari 2022 1.740 inwoners. De plaats maakt deel uit van het arrondissement Mâcon.

## Geschiedenis
In 584 schonk koning Gontram van Bourgondië de streek van Romenay aan de bisschop van Mâcon. Deze werd heer en baron van Romenay. De grenzen van dit bisschoppelijk bezit waren vaag gedefinieerd en vooral de hertogen van Savoye eigenden zich hier in de loop der tijden delen van toe. Maar tot het einde van het ancien régime behield de bisschop van Mâcon de titel van baron van Romenay. Romenay bezat stadsrechten en had een bestuur van schepenen. De plaats had een bakstenen stadsmuur met daarin poorten gebouwd in de veertiende eeuw.

## Geografie
De oppervlakte van Romenay bedroeg op 1 januari 2022 48,9 vierkante kilometer; de bevolkingsdichtheid was toen 35,6 inwoners per km².

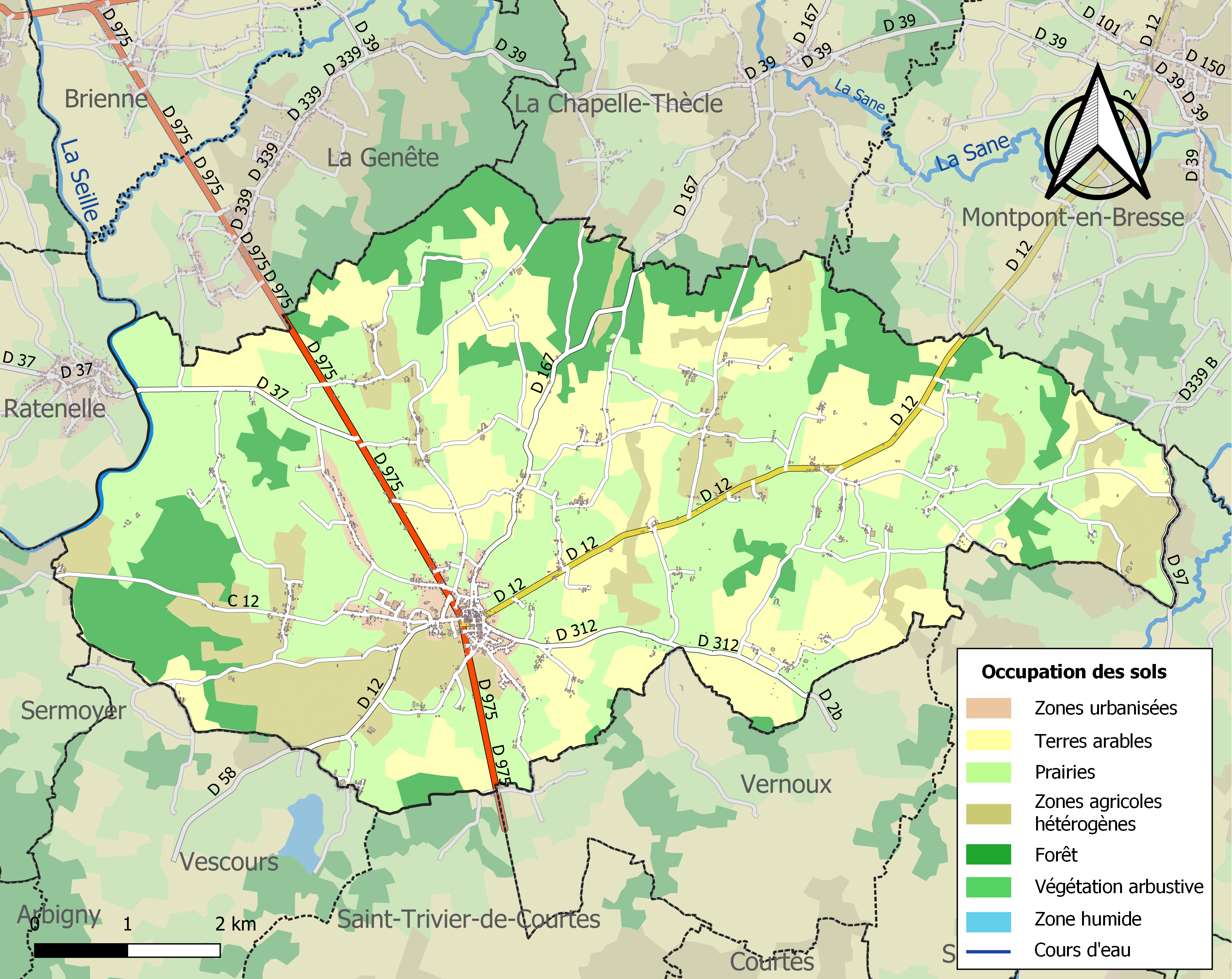
Kaart van de gemeente met de belangrijkste infrastructuur, bodemgebruik en omliggende gemeenten

## Demografie
Onderstaande figuur toont het verloop van het inwonertal (bron: INSEE-tellingen).